# Rugby a 15 nel 1928

## Attività internazionale

### Tornei per nazioni
|  | Cinque nazioni | Inghilterra |

### I tour
- Il Nuovo Galles del Sud completa il tour iniziato nel 1927 in Europa. Con due test contro Inghilterra (perso 11-18) e un successo sulla Francia per 11-8, prima di imbarcarsi sulla via di casa.

- Nel 1928 gli All Blacks visitano per alcuni mesi il Sudafrica e la Rhodesia per uno dei loro celebri "tour". Dopo una pesante sconfitta nel primo test con il Sudafrica riusciranno a pareggiare la serie di test per 2-2

- Il Nuovo Galles del Sud, all'epoca unica union di rugby a XV in Australia, invia una squadra in tour in Nuova Zelanda: perderà la serie con gli All Blacks per due vittorie a una.

- Figi in Tonga e Samoa: Secondo tour delle Isole figi dopo lo storico del 1924.

### Altri test
| Burdeos 8 marzo 1928 | Spagna | 6 – 53 | Francia B |  |

| Arbitro: | H Wilkins |

|           |           |                                             |
| c.p.: ??? | Marcatori | mete: Bioussa, Hauc Houdet 2 trasf.: Verger |

## I Barbarians
Nel 1928 la squadra ad inviti dei Barbarians ha disputato i seguenti incontri:
| Penarth 6 aprile 1928 | Penarth RFC | 7 – 9 | Barbarians |  |

| Cardiff 7 aprile 1928 | Cardiff RFC | 3 – 9 | Barbarians | Arms Park |

| Swansea 9 aprile 1928 | Swansea RFC | 3 – 6 | Barbarians | (Saint Helen's) |

| Newport 10 aprile 1928 | Newport RFC | 17 – 0 | Barbarians | (Rodney Parade) |

| Northampton 1º marzo 1928 | East Midlands | 4 – 8 | Barbarians |  |

| Leicester 27 dicembre 1928 | Leicester Tigers | 8 – 24 | Barbarians | (Welford Road) |

## Campionati nazionali
| Argentina            | Camp. di Buenos Aires | CASI              |
| Francia              | Campionato 1927-28    | Pau               |
| Nuovo Galles del Sud | Shute Shield          | Sydney University |
| Romania              | Campionato 1927-1928  | Stadiul Roman     |
| Sudafrica            | Currie Cup:           | non disputata     |